# 鯉魚潭
座標: 北緯23度55分 東経121度30分 / 北緯23.917度 東経121.500度
鯉魚潭（りぎょたん、リーユイタン）は、台湾東部最大の淡水湖で、花蓮県寿豊郷に位置する。

## 由来
名称の由来には次の二つの説がある。
- 隣接する鯉魚山 (花蓮県)が鯉の形に似ていることから、山と湖に鯉の名前が付けられた。
- この地で最も早くから生活していたタロコ族が、山頂から下を見たときに、湖の形が捕まえたばかりの鯉が飛び跳ねている形に見えたことから名前が付けられた。

## 地理
花東縦谷国家風景区の最北端に位置し、木瓜渓と花蓮渓の支流によって形成された堰止湖である。面積は約104ヘクタールで湖水は地底からも湧き出ており、年中澄んでいる。また風光明媚な景色が広がっており、多くの観光客が訪れ、台湾東部では太魯閣渓谷に次ぐ観光地となっている。

## 自然
周辺環境が美しいことで知られており、水質も良好な状態を保っている。南投県の日月潭に勝るとも劣らないことから、「東部の日月潭」とも呼ばれている。近年では、毎年6～8月はホタルを見ることができ、さらに周辺の生態系と環境は生育に向いているとされている。

## 交通
- 台湾東部最大の都市である花蓮市から車で30分程度。

## ギャラリー

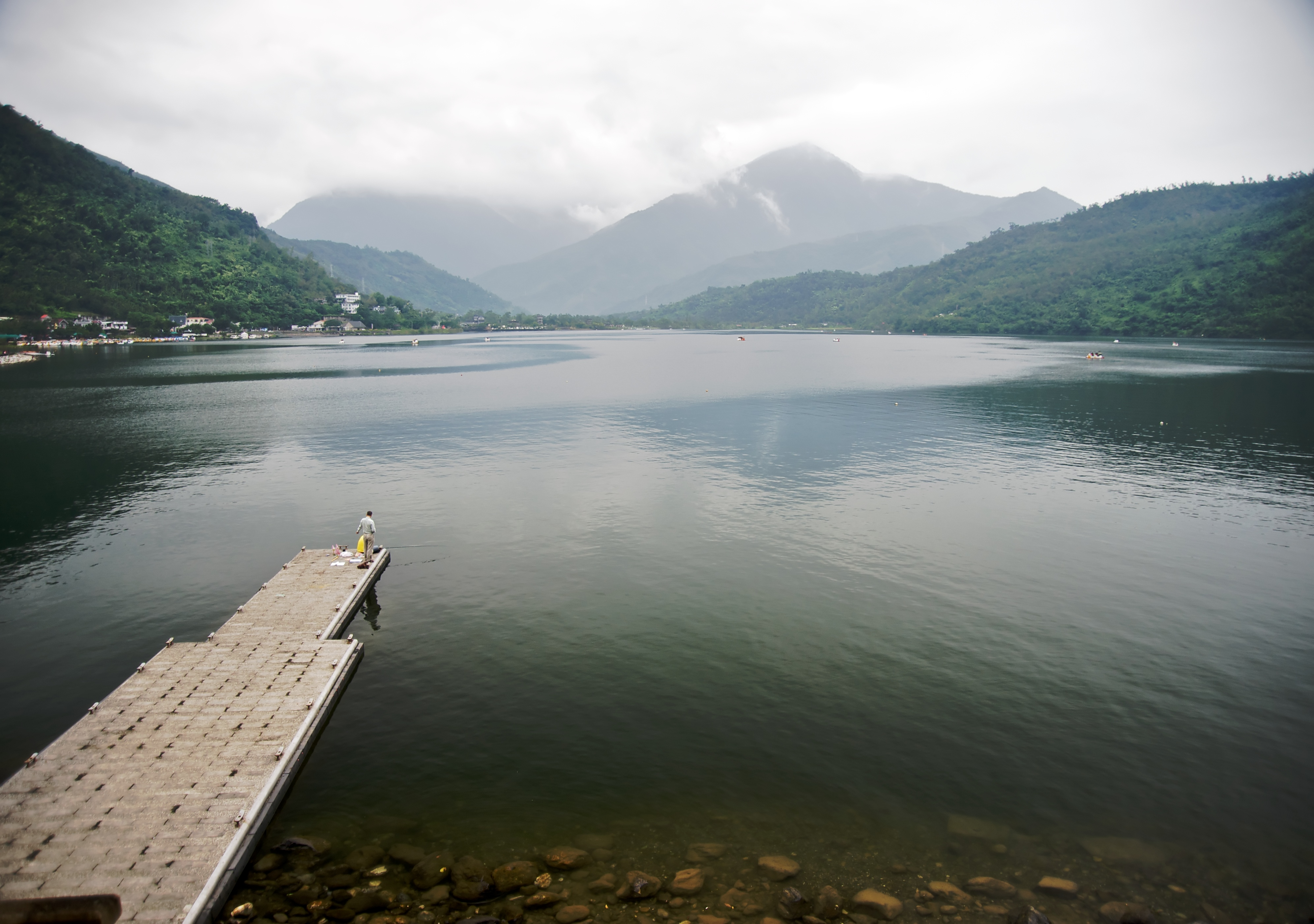
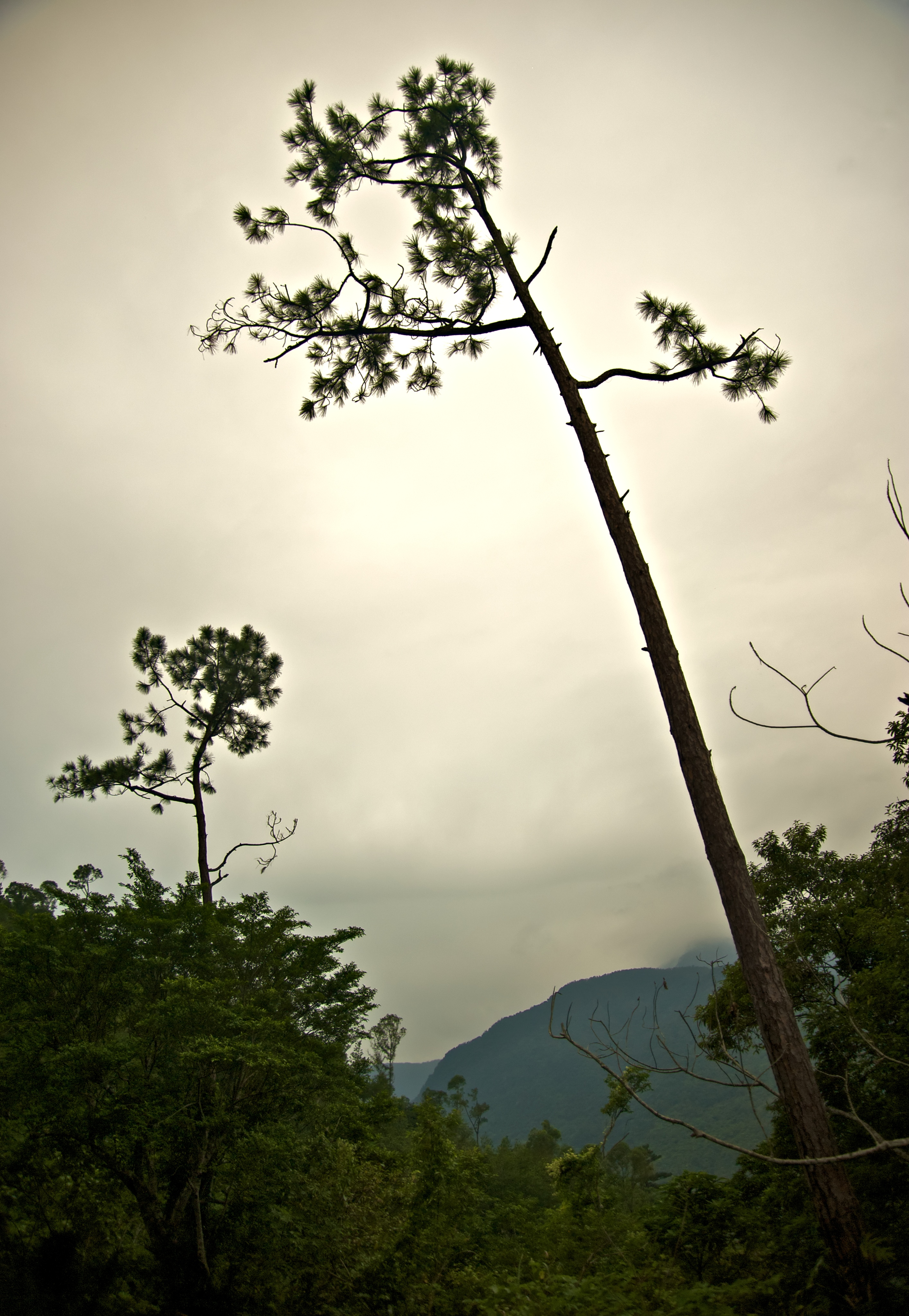
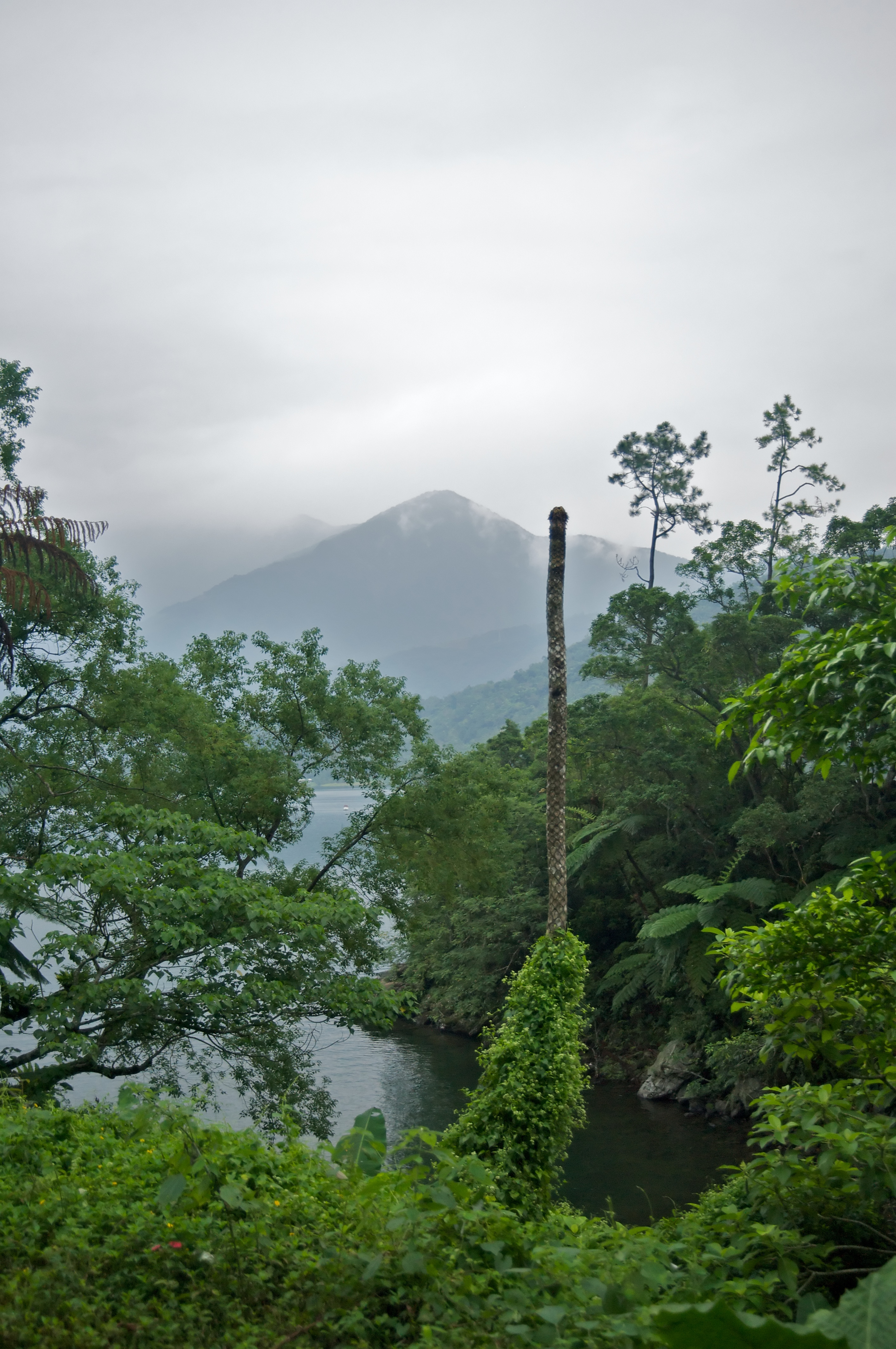
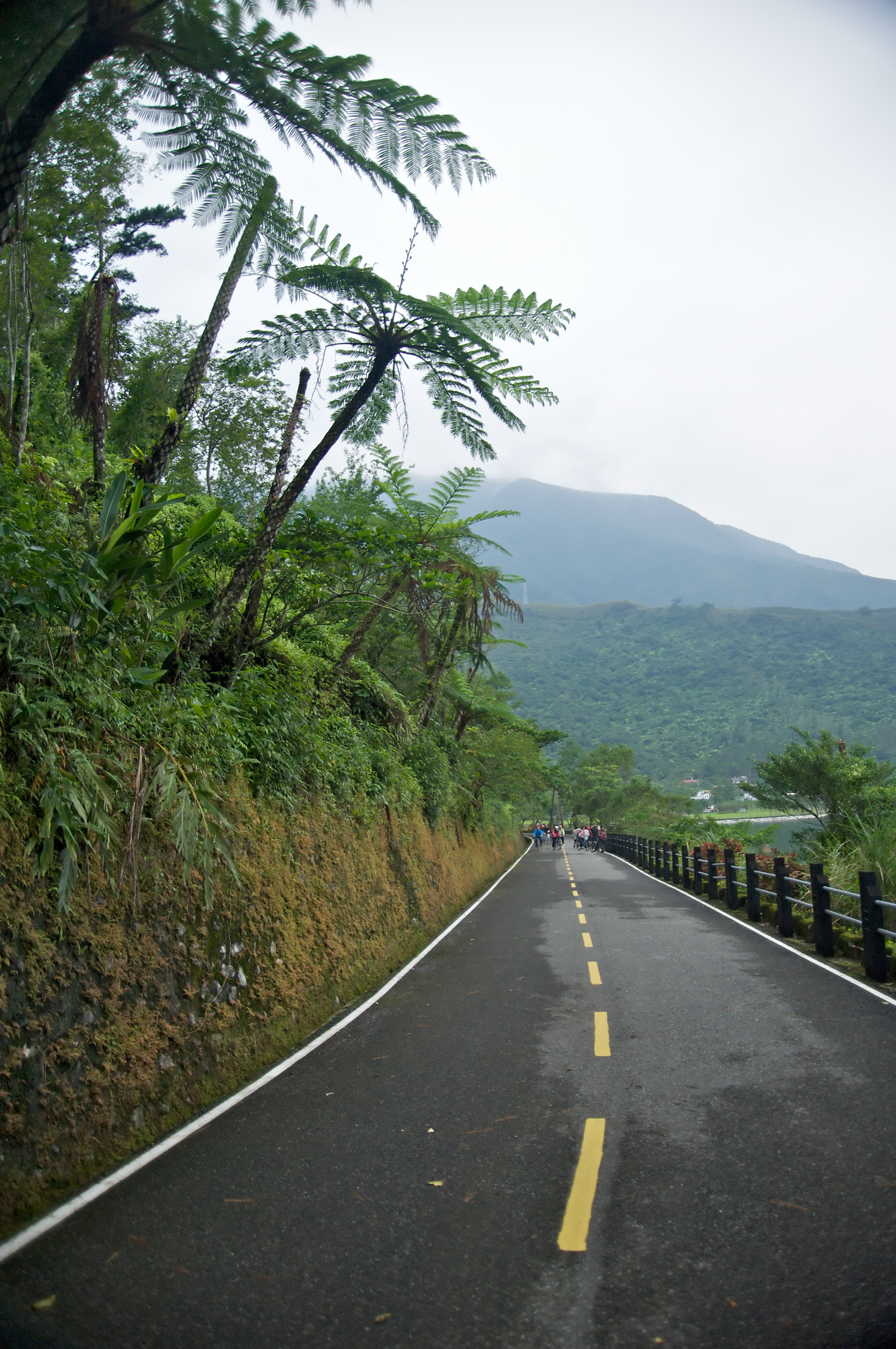
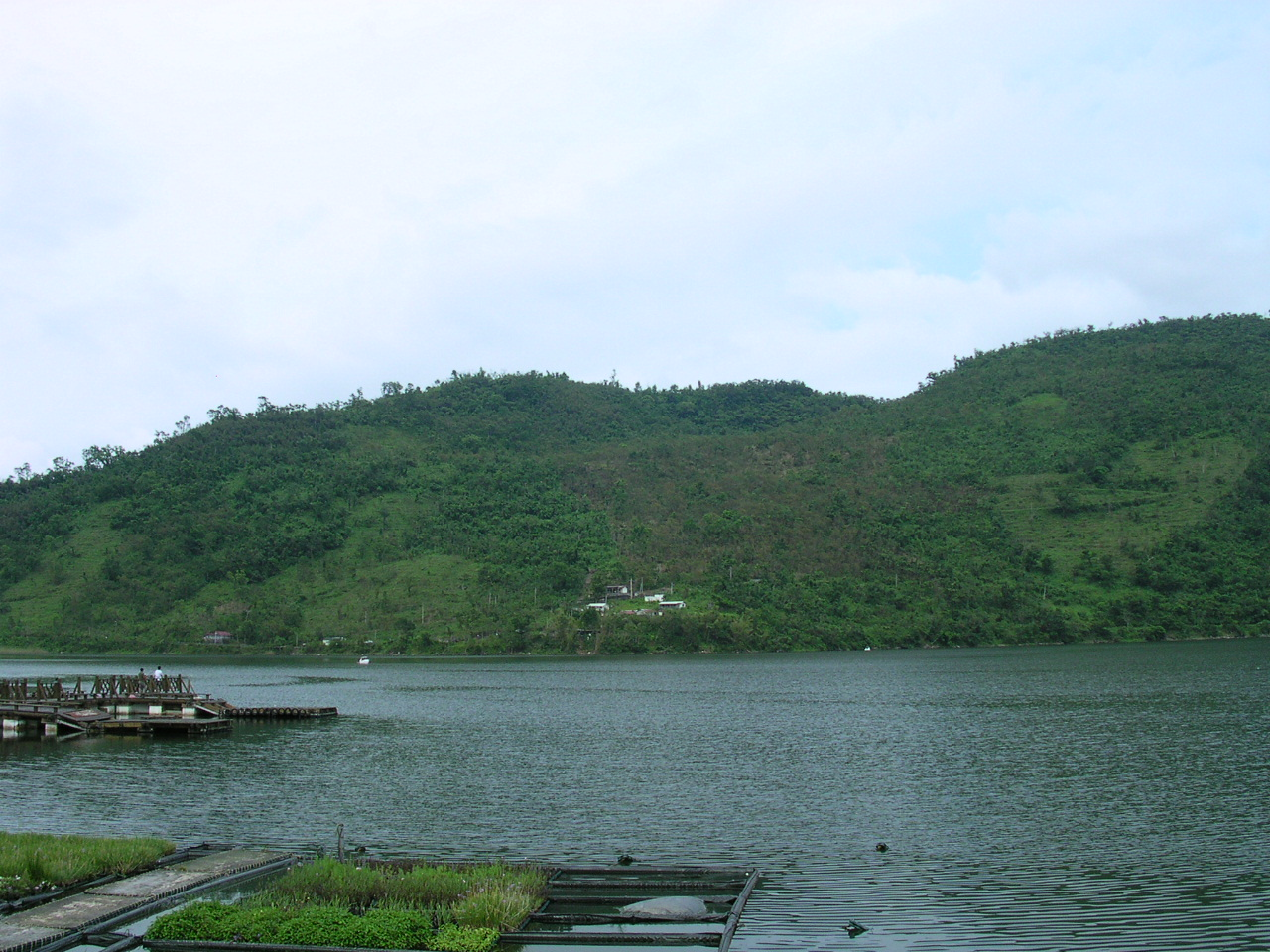